# Schlacht an der Baskischen Reede
Sacile – Teugn-Hausen – Weichselfeldzug – Raszyn – Abensberg – Landshut – Eggmühl – Regensburg – Neumarkt – Ebelsberg – Piave – Aspern – Sankt Michael – Stralsund – Bergisel – Raab/Győr – Graz – Wagram – Korneuburg – Stockerau – Gefrees – Hollabrunn (Schöngrabern) – Znaim – Walcheren – Schlacht an der Baskischen Reede
Das Schlacht an der Baskischen Reede (englisch Battle of the Basque Roads oder auch Battle of Aix Roads, französisch Bataille de l’île d’Aix) vom 11. bis 24. April 1809 war eine Seeschlacht während des fünften Koalitionskrieges zwischen der britischen Kanalflotte und der französischen Atlantikflotte.
Im Februar 1809 versuchte die französische Atlantikflotte, die in Brest von der britischen Kanalflotte blockiert wurde, in den Atlantik vorzudringen und die Garnison von Martinique zu verstärken. Die Franzosen, die von britischen Blockadegeschwadern gesichtet und verfolgt wurden, konnten dem Golf von Biskaya nicht entkommen und ankerten schließlich in der Baskischen Reede in der Nähe des Marinestützpunkts Rochefort. Dort wurden sie im März von der britischen Flotte unter Admiral Lord Gambier in Schach gehalten und observiert. Die Admiralität, die einen Angriff auf die französische Flotte wünschte, beauftragte Hon. Thomas Cochrane mit der Leitung eines Angriffs. Cochrane organisierte ein Küstengeschwader aus Brandschiffen und Bombarden und führte dieses Geschwader am Abend des 11. April persönlich in die Reede.
Der Angriff richtete wenig direkten Schaden an, aber in den engen Gewässern des Kanals versetzten die Brander die Matrosen der französischen Flotte in Panik, so dass die meisten ihrer Schiffe auf Grund liefen. Cochrane erwartete, dass Gambier seinen Angriff mit der Hauptflotte fortsetzen würde, die dann die verwundbare französische Flotte vernichten könnte, doch Gambier weigerte sich. Cochrane setzte die Schlacht in den nächsten Tagen fort und zerstörte erfolgreich mehrere französische Schiffe, ohne dass Gambier ihn dabei unterstützte. So konnte der größte Teil der französischen Flotte wieder flott gemacht werden und sich die Charente hinauf in Sicherheit bringen. Gambier rief Cochrane am 14. April zurück und schickte ihn nach Großbritannien. Gleichzeitig zog er den größten Teil des Küstengeschwaders ab. In Großbritannien wurde die Schlacht als Sieg gefeiert. Aber viele in der Marine waren mit Gambiers Verhalten unzufrieden und Cochrane nutzte seine Position als Parlamentsabgeordneter, um öffentlich gegen Gambiers Führung zu protestieren. Verärgert beantragte Gambier ein Kriegsgericht, um Cochranes Anschuldigungen zu widerlegen. Nach einem achttägigen Verfahren wurde Gambier von jeglicher Schuld an den Versäumnissen während der Schlacht freigesprochen.

## Vorgeschichte
1809 dominierte die Royal Navy den Atlantik. Bei Trafalgar 1805 und im Atlantik 1806 hatte die französische Atlantikflotte schwere Verluste erlitten und die Überlebenden saßen blockiert durch die Britische Kanalflotte unter dem Kommando von Admiral Gambier in den französischen Häfen der Biskaya fest. Der größte französische Stützpunkt befand sich in Brest. Dort lag der Hauptteil der französischen Flotte unter dem Kommando von Konteradmiral Jean-Baptiste Willaumez vor Anker, während kleinere französische Einheiten in Lorient und Rochefort stationiert waren.

### Ausbruch der Franzosen
Die Überlegenheit zur See ermöglichte es der Royal Navy, ungehindert Operationen gegen französische Überseegebiete durchzuführen. Ende 1808 erfuhren die Franzosen, dass die Briten eine Invasion von Martinique vorbereiteten. Willaumez erhielt daraufhin den Befehl, sich mit den Schiffen aus Lorient und Rochefort zusammenzuschließen und in die Karibik zu segeln, um die Insel zu verstärken. Doch mit Gambiers Flotte vor Ushant war Willaumez handlungsunfähig. Erst mit dem Einsetzen der Winterstürme, die die Briten im Februar 1809 zum Rückzug in den Atlantik zwangen, sah sich der französische Admiral in der Lage, in See zu stechen. Am Morgen des 22. Februar ließ er die Anker lichten und fuhr mit acht Linienschiffen und zwei Fregatten durch den Raz de Sein in Richtung Süden. Gambier hatte ein einziges Linienschiff, die HMS Revenge unter Kapitän Charles Paget, zur Bewachung von Brest zurückgelassen. Paget registrierte die Bewegungen der Franzosen und schloss korrekt auf das nächste Ziel von Willaumez.
Das Blockadegeschwader vor Lorient bestand aus den Linienschiffen HMS Theseus, Triumph und Valiant unter Kommodore John Beresford, die die drei Schiffe im Hafen unter Konteradmiral Amable Troude bewachten. Paget, der den Kontakt zu den Franzosen verloren hatte, erreichte um 15:15 Uhr die Gewässer vor Lorient und meldete Beresford seine Beobachtungen. Um 16:30 Uhr sichtete Beresfords Geschwader die Flotte von Willaumez, die nach Südosten abdrehte. Willaumez befahl seinem Stellvertreter, Konteradmiral Antoine Louis de Gourdon, Beresford zu vertreiben. Gourdon brachte vier Schiffe heran, um das britische Geschwader zu verfolgen, während der Rest der französischen Flotte in größerem Abstand folgte. Beresford drehte nach Nordwesten ab und machte so den Weg nach Lorient frei. Nachdem er sein Ziel erreicht hatte, schloss sich Gourdon wieder Willaumez an und die Flotte ankerte in der Nähe der Insel Groix.
Am frühen Morgen des 23. Februar schickte Willaumez den Schoner Magpye nach Lorient mit der Anweisung an Troude, so schnell wie möglich auszulaufen und die Pertuis d’Antioche bei Rochefort anzusteuern, wo sich die Flotte versammeln sollte. Willaumez nahm daraufhin mit seiner Flotte Kurs nach Süden, gefolgt von Beresfords Geschwader (ab 09:00 Uhr). Die französische Flotte fuhr zwischen Belle-Île und Quiberon und dann um die Île d’Yeu herum und passierte um 22:30 Uhr den Phares des Baleines auf der Île de Ré. Dort wurde die Flotte von der Amethyst, dem Aufklärer des Rochefort-Blockadegeschwaders unter Konteradmiral Robert Stopford, gesichtet. Signalraketen der Amethyst informierten Stopford, der vor dem Phare de Chassiron auf der Île d’Oléron ankerte, über die Anwesenheit von Willaumez. Stopford schloss in der Nacht zu Willaumez auf, war aber nicht stark genug, um ihm am Morgen des 24. Februar die Einfahrt in die Baskische Reede an der Mündung der Charente zu verhindern.

### Blockade
In der Annahme, dass die französische Flotte aus Brest ausgelaufen war, schickte Stopford die HMS Naiad, um Gambier zu warnen. Dieser hatte am 23. Februar erfahren, dass die Franzosen verschwunden waren. Daraufhin schickte er acht Linienschiffe unter Konteradmiral John Thomas Duckworth nach Süden, um ein Vordringen ins Mittelmeer zu blockieren, während Gambier mit der Caledonia für Verstärkung zurück nach Plymouth segeln würde. Im Ärmelkanal entdeckte die Naiad die Caledonia und gab Stopfords Nachricht weiter. Gambier fuhr weiter nach Plymouth, sammelte vier dort vor Anker liegende Linienschiffe ein und segelte sofort zurück in den Golf von Biskaya, wo er sich am 7. März Stopford anschloss. Kurz nach dem Auslaufen von Stopfords Geschwader vor der Baskischen Reede hatte die Naiad am 24. Februar um 07:00 Uhr drei Segel gesichtet, die sich von Norden her näherten. Es handelte sich um die Italienne, die Calypso und die Cybèle, ein französisches Fregattengeschwader, das von Troude aus Lorient entsandt worden war und dessen Linienschiffe durch ungünstige Gezeiten aufgehalten worden waren. Die leichteren Fregatten waren ohne das Schlachtgeschwader in See gestochen und hatten sich am Morgen zuvor Willaumez angeschlossen. Dies war in der Nacht von HMS Amelia und der HMS Doterel beobachtet worden. Im Süden hatte Dundas Stopford ein Signal gegeben, woraufhin der Admiral die Amethyst und die Emerald zurückließ, um die französische Flotte weiter zu beobachten, während er mit seinem Hauptgeschwader die französischen Fregatten verfolgte. Zwischen den beiden britischen Streitkräften eingekesselt, lief der französische Kommodore Pierre-Roch Jurien mit seinen Schiffen den Hafen von Les Sables d’Olonne an. Stopford folgte den Franzosen und zerstörte in folgenden Schlacht alle drei französischen Schiffe.
Willaumez, der sich erfolgreich mit dem Rochefort-Geschwader, bestehend aus drei Linienschiffen, und zwei Fregatten zusammengeschlossen hatte, machte keinerlei Anstalten, sich den Briten zu stellen. Gemeinsam zog sich die französische Flotte, die nun aus elf Schiffen bestand, aus dem relativ offenen Ankerplatz der baskischen Reede in den schmalen Kanal der Île-d’Aix zurück. Diese Gewässer boten durch die Küstenbatterien einen besseren Schutz vor der britischen Flotte, waren aber auch äußerst gefährlich. Willaumez befand sich in einer starken Verteidigungsposition: Die Briten mussten die offene Baskische Reede überqueren und an der Boyard Sandbank vorbeifahren. Bei der Einfahrt in den Kanal würden die Briten dann unter den Beschuss der befestigten Geschützbatterien auf der Île-d’Aix geraten, bevor sie schließlich auf die französische Flotte stoßen würden.
Die sich abzeichnende Pattsituation führte zu Aktivitäten auf beiden Seiten der Bucht. In der französischen Flotte herrschte Unzufriedenheit darüber, dass Willaumez Stopford nicht angegriffen hatte, als er die zahlenmäßige Überlegenheit besaß. Obwohl Napoleon die Meinung von Willaumez offenbar teilte, ersetzte Decrès sowohl Willaumez als auch Bergeret am 16. März durch Zacharie Allemand. Da die Nachricht eintraf, dass ein britisches Expeditionskorps Ende Februar Martinique eingenommen hatte, bereitete Allemand in Ermangelung weiterer Anweisungen seine Verteidigung vor.
Die französische Position wurde mit einer Hafenkette verstärkt, die zwischen der Boyart Sandbank und der Île-d’Aix verlegt wurde. Allemand befahl seinen Kapitänen zwei abwechselnde Linien quer über den Kanal zu bilden, so dass herannahende Schiffe durch kombiniertes Feuer beschossen werden konnten. Auch in der britischen Flotte wurde darüber diskutiert, wie man gegen die Franzosen vorgehen sollte. Gambier befürchtete, dass ein Angriff französischer Brander auf seine in der baskischen Reede ankernde Flotte beträchtliche Zerstörungen verursachen könnte. Daher befahl er seinen Kapitänen, sich auf einen kurzfristigen Rückzug vorzubereiten, falls eine solche Aktion beobachtet würde. Einige Offiziere der Flotte, insbesondere Konteradmiral Eliab Harvey, meldeten sich freiwillig, um einen Angriff zu leiten, doch Gambier zögerte, da er weder die Wassertiefe gemessen noch praktische Vorbereitungen für einen Angriff getroffen hatte.

### Angriffsbefehl
Während Gambier zögerte, intervenierte der Erste Lord der Admiralität Lord Mulgrave. Die Regierung von Premierminister Lord Portland war besorgt über die Gefahr, die die französische Flotte für die Gewinne der britischen Kolonien in Westindien darstellte, und hatte beschlossen, dass ein Angriff erfolgen musste. Daher wurden am 7. März zehn Brandschiffe in Bereitschaft gebracht. In der Diskussion, wer am besten geeignet wäre, einen solchen Angriff anzuführen, traf Mulgrave dann eine höchst umstrittene Entscheidung. Am 11. März erhielt Thomas Cochrane an Bord der HMS Imperieuse, die in Plymouth vor Anker lag, die Nachricht, sich sofort bei der Admiralität zu melden.
Bei seinem Treffen mit Mulgrave wurde Cochrane gebeten, einen Angriffsplan auf die Baskische Reede zu erläutern, den er einige Jahre zuvor ausgearbeitet hatte. Cochrane plante Brandschiffe einzusetzen, um eine in der Reede ankernde Flotte zu zerstören. Mulgrave stimmte dem Plan zu und erteilte Cochrane das Kommando über das Unternehmen. Cochrane war gesundheitlich angeschlagen und machte sich keine Illusionen über Mulgraves Absichten: Sollte der Angriff fehlschlagen, würde man Cochrane die Schuld geben, was seiner politischen Karriere schaden würde. Angesichts der Tatsache, dass die Ernennung eines relativ jungen Offiziers zum Befehlshaber einer so wichtigen Operation darauf ausgelegt war, Anstoß zu erregen, lehnte Cochrane ab. Da Cochrane jedoch der einzige Offizier mit einem praktischen Plan für den Angriff auf Allemands Flotte war, erteilte Mulgrave einen direkten Befehl:

„Mylord, Sie müssen gehen. Die Admiralität kann keine weitere Weigerung oder Verzögerung dulden. Kehren Sie sofort auf Ihr Schiff zurück!“

Cochrane kehrte daraufhin auf die Imperieuse zurück und segelte von Plymouth aus zu Gambier. Der Admiral hatte am 26. März einen direkten Befehl von Mulgrave erhalten, sich auf einen Angriff vorzubereiten. Als Antwort schickte Gambier zwei Briefe nach England, in denen er dem Befehl zustimmte und gleichzeitig beanstandete, dass das Wasser zu flach und die Batterien auf der Île-d’Aix zu gefährlich seien. Dass Gambier die Operation nicht leiten würde, erfuhr er erst, als Cochrane am 3. April zur Flotte stieß und dem Admiral die Befehle von Mulgrave vorlegte.

## Nächtlicher Angriff

### Cochranes Plan
Da die 18 Brandschiffe, die Mulgrave in Großbritannien vorbereitet hatte, bei Cochranes Ankunft mit der Flotte noch nicht ausgelaufen waren, ließ Cochrane in der folgenden Woche eigene Schiffe umbauen. Mehrere Lugger, die durch die Blockade erbeutet worden waren, sowie acht Transportschiffe aus der Flottenreserve standen ihm zur Verfügung. Diese Schiffe wurden mit Sprengstoff und brennbarem Material wie mit Rum getränktem Heu beladen und mit Freiwilligen aus der Flotte bemannt. Drei der Schiffe hatte Cochrane mit 1500 Fässern Schießpulver sowie mehreren Hundert Granaten beladen, die mitten in der französischen Linie detonieren sollten. Am 5. April erkundete Cochrane den Zugang zur Reede von Aix, wobei er Schüsse auf die Forts und die Flotte abgab.
Am 6. April traf die mit einem schweren Mörser ausgestattete HMS Aetna mit William Congreve ein. Am 10. April folgte der erste Konvoi von 12 Brandschiffen, womit Cochrane insgesamt 24 solcher Schiffe zur Verfügung standen. Da Gambier es versäumt hatte, den Kanal auszukundschaften, wusste Cochrane offenbar nichts von der Existenz der Hafenkette. Cochrane beabsichtigte, dass seine Streitkräfte, angeführt von der HMS Mediator und den mit Sprengstoff beladenen Schiffen, in der Nacht in die Reede einlaufen und die französische Flotte durcheinander bringen sollten. Cochrane hegte die Hoffnung, dass in dem entstehenden Chaos einige der französischen Schiffe durch Feuer zerstört und andere an Land getrieben würden, wo ein konzertierter Angriff der britischen Flotte die restlichen Schiffe zerstören oder kapern würde. Allemand konnte die britischen Brander sehen, die in der Baskischen Reede vorbereitet wurden. Er verstärkte seine Verteidigung, indem er 73 kleine Boote entlang der Hafenkette stationierte, um die Brandschiffe auf das Watt und weg von der französischen Flotte zu schleppen. Außerdem befahl er allen Linienschiffen, ihre Segel und Marsstengen zu entfernen. Dadurch wurden sie zwar weitgehend unbeweglich, aber auch wesentlich weniger gefährdet, in Brand zu geraten. Die Fregatten behielten dagegen ihre Takelage, da sie im Falle eines Großangriffs weiter mobil bleiben mussten. Nach Abschluss der Vorbereitungen ordnete Cochrane den Angriff für den Abend des 11. April an. Gambier sträubte sich dagegen, Cochrane bei der Operation unterstützten. An seine Matrosen gerichtet sagte er:

„Wenn ihr euch in die Selbstzerstörung stürzen wollt, ist das eure Sache […] aber es ist meine Pflicht, mich um das Leben anderer zu kümmern und ich werde die Besatzungen der Brandschiffe nicht in offensichtliche Gefahr bringen.“

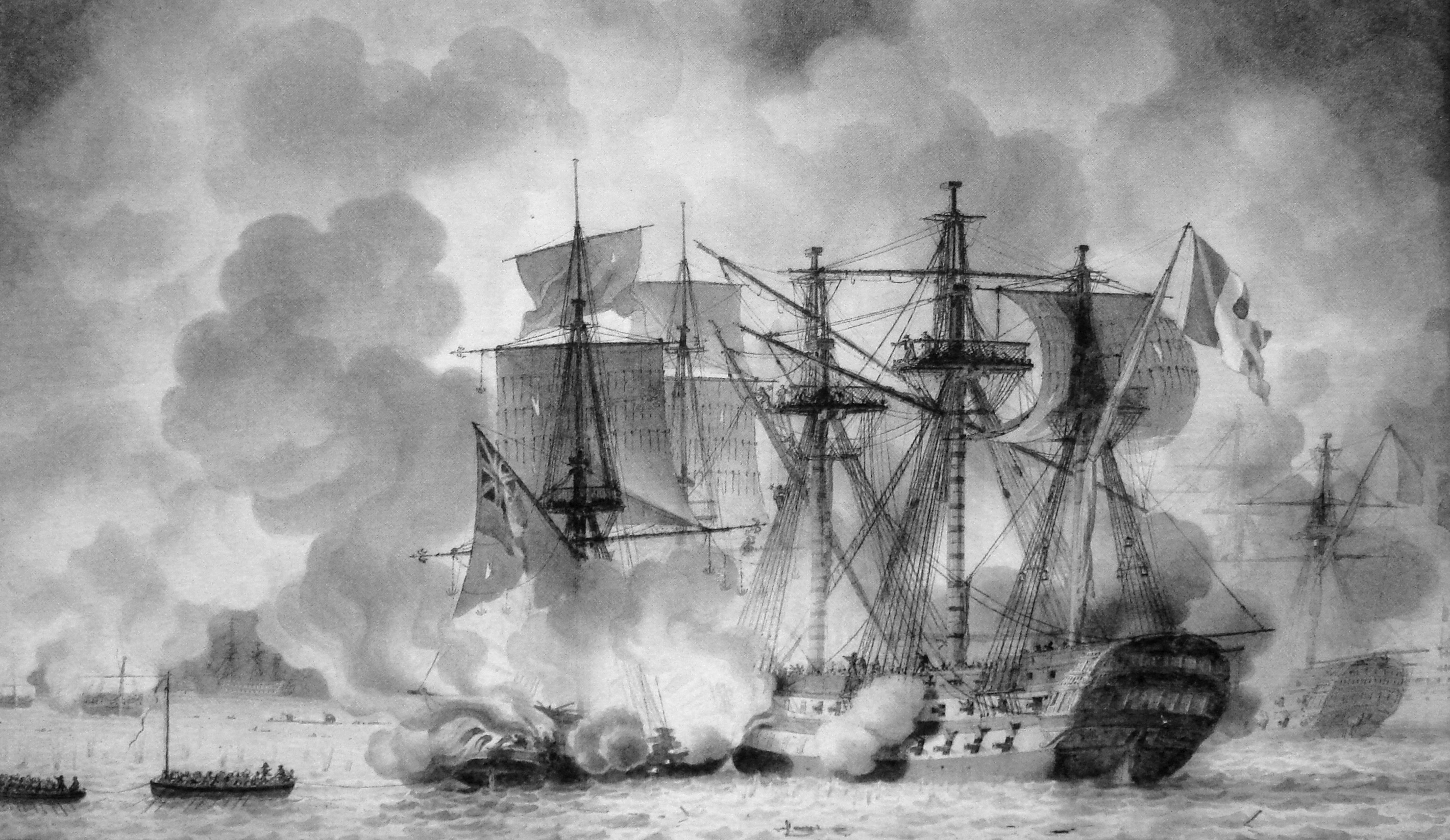
Die Regulus wird von Brandern angegriffen.

Nach einem erbitterten Streit mit Cochrane lenkte Gambier ein. Er positionierte die Imperieuse in der Nähe der Boyart Sandbank nördlich der Kette, etwa 2,5 Seemeilen (4,6 km) von der französischen Flotte entfernt, unterstützt von den Fregatten HMS Aigle, HMS Unicorn und HMS Pallas. Diese sollten die Besatzungen der Brandschiffe einsammeln, nachdem diese von Bord gegangen waren. die Brigg-Sloops HMS Redpole und HMS Lyra wurden als Feuerschiffe, eingesetzt um die Brander in den Kanal zu leiten. Die Aetna und zwei Briggs ankerten nördlich der Forts auf der Île-d’Aix, während die Fregatte Emerald und fünf kleinere Kriegsschiffe einen Ablenkungsangriff im Osten der Insel starten sollten. Gambier rückte mit dem Hauptteil der Flotte näher an den Eingang der Aix Reede heran und ankerte schließlich in einer Entfernung von 9 Seemeilen (17 km).
Mit einbrechender Nacht wurde klar, dass der Wind zwar aus der richtigen Richtung wehte, aber zu stark war, um die Brandschiffe wie geplant aneinander zu ketten. Stattdessen wurde jedes angewiesen, unabhängig zu operieren. Mit günstigem Wind und dunklerer Nacht als erwartet, kappten die Brandschiffe um 20:30 Uhr ihre Ankertaue und begannen, lautlos auf die französische Flotte zuzusteuern. Die meisten der Besatzungen zündeten und verließen ihre Schiffe zu früh, woraufhin die brennenden Schiffe auf Grund liefen, lange bevor sie überhaupt die Hafenkette erreichten. Eines drohte sogar die Imperieuse in Brand zu setzen, sodass sie ihren Ankern lichten musste, um nicht zerstört zu werden. Andere Besatzungen verloren die Kontrolle und drifteten davon. Einige wenige jedoch, darunter das führende unter Cochranes persönlichem Kommando, segelten mit auffrischendem Wind weiter in Richtung der Franzosen. Cochrane wartete bis zur letzten Minute, bevor er die Lunten zündete. Infolgedessen befand sich sein Boot noch innerhalb des Trümmerfeldes, als das Schiff explodierte, konnte aber unverletzt entkommen. An anderer Stelle wurden fünf britische Seeleute bei vorzeitigen Detonationen getötet und sechs verwundet. Die Schiffe mit Sprengstoff detonierten um 21:30 Uhr und 21:40 Uhr in der Nähe der französischen Fregatte Indienne und richteten, blockiert durch die Hafenkette, nur geringen Schaden an. Ihnen folgten jedoch die Mediator und die restlichen Brandschiffe, die die Kette durchbrachen.
Allemands Bootsmannschaften waren nicht in der Lage, die Durchfahrt von Cochranes Flottille zu verhindern, da die See nun zu rau war, um im Kanal zu operieren. Auch die Feuerschiffe hatten große Schwierigkeiten, zu den britischen Fregatten zurückzukehren. Als die Brandschiffe die französischen Fregatten um 21:45 Uhr erreichten, kappten diese ihre Ankertaue und zogen sich nach Südosten in den Kanal zurück. Die brennenden Schiffe trafen schließlich auf die französische Linienschiffe. Als erstes trafen die Brander die Régulus die Tourville und die Cassard. Um 22:00 Uhr lief die Océan bei dem Versuch, drei Brandschiffen auszuweichen, auf Grund. Dabei wurde sie von einem weiteren Brandschiff am Heck getroffen und geriet in Brand. Um eine Explosion zu verhindern, wurden die Absperrhähne geöffnet und das Magazin geflutet. Während die Besatzung versuchte, den Brand zu löschen, tauchten die treibende Tonnerre und die Patriote aus der Dunkelheit auf. Die Patriote konnte noch rechtzeitig ausweichen, aber die Tonnerre rammte die Océan an Steuerbord und verursachte beträchtliche Schäden. Die Besatzung der Océan hielt das brennende Schiff so lange längsseits, dass die Tonnerre und die Patriote entkommen konnten. Dabei starben mindestens 50 Männer, als sie versuchten, die Ausbreitung des Feuers an Bord zu verhindern.

### Gambier zögert
Bei Sonnenaufgang am 12. April waren nur noch die Cassard und die Foudroyant, die mit der Flut in die Mündung der Charente getrieben waren, einsatzfähig. Die übrigen neun Linienschiffe waren an verschiedenen Stellen auf Grund gelaufen. Cochrane, der sich nun wieder auf der Imperieuse befand, erkannte sofort, dass, obwohl kein französisches Schiff durch den Angriff direkt zerstört worden war, die Möglichkeit bestand, die französische Atlantikflotte mit einem Schlag zu vernichten. Um 05:48 Uhr signalisierte er Gambier, anzugreifen. Gambier bestätigte die Nachricht, erteilte aber diesbezüglich keine Befehle. Als die französischen Schiffe mit der Flut zu treiben begannen, sendete Cochrane weitere Signale, erhielt jedoch immer noch keine Antwort. Um 09:30 Uhr meldete Cochrane: „Feind bereitet sich darauf vor, beizudrehen.“ Um 09:35 Uhr befahl Gambier seiner Flotte, den Anker zu lichten, nahm den Befehl dann aber zurück und versammelte stattdessen alle seine Kapitäne auf seinem Schiff. Schließlich stach die Flotte um 10:45 Uhr in See, aber um 11:30 Uhr befahl Gambier nach nur 3 Seemeilen (5,6 km) zu stoppen und die Schiffe ankerten erneut in der Nähe der Île-d’Aix. Dabei vermied Gambier auffällig jedes Signal, das auf seine Angriffsabsichten hätte hinweisen können.
Während Gambier untätig blieb, konnten die Franzosen einige ihrer Schiffe, die auf Grund gelaufen waren, wieder flott machen. Da sie vor dem Angriff ihre Marsstengen entfernt hatten, hatten sie die Grundberührungen mit weniger Schaden überstanden, und waren leichter zu verholen. Die Foudroyant und die Cassard, die einen Angriff der britischen Flotte befürchteten, zogen sich um 12:45 Uhr die Charente hinauf zurück und liefen dann beide bei Fouras auf Grund. Um 13:00 Uhr ließ Cochrane, dessen Ungeduld immer größer wurde, die Imperieuse absichtlich mit dem Heck voran allein den Kanal hinunter auf die französische Flotte zu treiben. Um 14:00 Uhr war die Fregatte in Reichweite der Calkutta und begann, unterstützt von der Aetna und mehreren Sloops, auf das Schiff zu feuern. Cochrane hatte Gambier in Zugzwang gebracht: Der Admiral konnte nicht zulassen, dass eine seiner Fregatten allein gegen die gesamte französische Flotte kämpfte, auch wenn er ein Gefecht vermeiden wollte. Widerwillig wies er die HMS Indefatigable, die Emerald, die Unicorn, die Aigle und die Pallas sowie die Linienschiffe Valiant und Revenge an, in die Reede einzulaufen und Cochrane zu unterstützen.

## Hauptangriff
Als die britische Verstärkung um 15:20 Uhr in die Reede einlief, verließ die Besatzung der Calcutta das Schiff und zog sich über die Untiefe zurück. Die Briten bildeten eine Kiellinienformation und eröffneten das Feuer auf die nahe gelegene, immer noch auf Grund liegende Ville de Varsovie, während die mit Karronaden bewaffnete Beagle dicht an die Küste heranfuhr, vor dem Bug der Aquilon Stellung bezog und das französische Schiff wiederholt beschoss. Zwei Stunden lang wurden die unbeweglichen französischen Schiffe von den Briten beschossen, ohne dass sie das Feuer erwiderten. Um 17:30 Uhr hissten beide Schiffe den Union Jack, um ihre Kapitulation anzuzeigen. Kurz darauf verließ die Besatzung der havarierten Tonnerre ihr Schiff und setzte es in Brand. Das französische Schiff wurde um 19:30 Uhr durch eine Magazinexplosion zerstört und um 20:30 Uhr folgte die Calcutta, die von einem übereifrigen britischen Enterkommando irrtümlich in Brand gesteckt worden war. Die meisten britischen Schiffe hatten nur geringe Schäden und Verluste durch das Feuer der Geschützbatterien auf der Île-d’Aix erlitten. Die französischen Verluste waren ebenfalls nur gering, mit Ausnahme der Ville de Varsovie, die bei dem Gefecht etwa 100 Tote verzeichnete.
Obwohl Gambier nicht die Absicht hatte, seine Flotte in den engen Gewässern der Baskischen Reede zu riskieren, hatte er drei weitere Brandschiffe ausrüsten lassen und um 17:30 Uhr wurden diese von der Caesar in den Ankerplatz geführt. Um 19:40 Uhr lief die Caesar jedoch auf eine Untiefe auf und blieb dort bis 22:30 Uhr stecken. Zu diesem Zeitpunkt hatten die verbliebenen sechs französische Schiffe, die Océan, vier der Linienschiffe und die Indienne, in der Nähe der Charente-Mündung Schiffbruch erlitten, während der Rest der Flotte flussaufwärts zu sicheren Ankerplätzen geflohen war. In der Nacht blies der Wind aus östlicher Richtung, was einen Angriff mit Brandschiffen undurchführbar machte. Daher beschränkten sich die Briten darauf, die Ville de Varsovie und die Aquilon in Brand zu setzen.
Der Anblick der brennenden Wracks in der Nacht verbreitete erneut Panik in der französischen Flotte und die auf Grund gelaufenen Schiffe feuerten auf die versenkten Schiffe in der Annahme, dass es sich um Brandschiffe handelte. Am 13. April um 05:00 Uhr gab Stopford den Befehl, sich zurückzuziehen und wieder mit Gambiers Flotte zu vereinen. Cochrane schlug vor, mit der Imperieuse und der Indefatigable einen letzten Angriff auf die immer noch auf Grund gelaufene Océan zu starten, was John Tremayne Rodd Kapitän der Indefatigable ablehnte. Frustriert blieb Cochrane mit der Pallas und den kleineren Schiffen vor der Reede, während die größeren Schiffe in offenere Gewässer zurückkehrten. Um 8:00 Uhr befahl er einen erneuten Angriff auf die auf Grund gelaufenen Schiffe an der Mündung der Charente. Um 11:00 Uhr waren die kleinen Schiffe in Position und eröffneten das Feuer. Zwar wurde das Sperrfeuer den ganzen Tag über fortgesetzt, doch konnten sich die Océan und die Régulus, nachdem sie das Schiff erleichtert hatten, gegen 16:00 Uhr sicher in Richtung Charente-Mündung zurückziehen.
Während dieses Gefechts erreichte Cochrane eine Nachricht von Gambier, in der er seine bisherige Leistungen lobte und ihn aufforderte, den Angriff auf die Océan fortzusetzen, auch wenn er einen Erfolg für unwahrscheinlich hielt. Anschließend solle er sich zurückziehen, da Gambier ihn alsbald nach England zurückschicken wolle. Cochrane antwortete, dass er den Angriff am nächsten Tag wieder aufnehmen würde, ignorierte jedoch den Rest.

### Britischer Rückzug
Da die Briten keinen nächtlichen Angriff starteten, mussten sie am nächsten Morgen feststellten, dass sich die meisten französischen Schiffe erfolgreich die Charente hinauf zurückgezogen hatten. Nur die Océan und die Tourville blieben erreichbar, da beide bei Foures erneut auf Grund gelaufen waren. Um 09:00 Uhr gab Gambier Cochrane das Signal zum Rückzug und dass er ihn gleichzeitig als Kommandant durch George Wolfe auf der Aigle ersetzte. Cochrane kehrte widerwillig zur Flotte zurück und während einer hitzigen Diskussion mit Gambier warf er ihm „außerordentliches Zögern“ vor und drängte auf einen neuen Angriff. Gambier weigerte sich und warnte Cochrane davor, ihn für den unvollständigen Sieg verantwortlich zu machen. Cochrane segelte am 15. April nach Großbritannien zurück. Um 02:00 Uhr am 15. April setzte sich die Océan schließlich wieder in Bewegung und war um 03:30 Uhr flussaufwärts in Sicherheit. Mehrere andere Schiffe waren exponiert, aber außerhalb der Reichweite der britischen Flotte. Die französischen Seeleute unternahmen in den folgenden Tagen erhebliche Anstrengungen, um diese Schiffe zu bergen. Am 16. April wurde die Indienne als zu beschädigt eingestuft, aufgegeben und in Brand gesetzt. Die Fregatte explodierte am Mittag. Am folgenden Tag waren die Foudroyant und die Tourville in Sicherheit und somit nur noch die Régulus angreifbar. Mehrere Tage lang blieb das Schiff bei heftigen Stürmen und starkem Regen im Morast stecken, während Wolfe daran arbeitete, die neu eingetroffene Bombarde HMS Thunder heranzubringen. Ein Angriff am 20. April scheiterte, ebenso wie zwei Tage später am 24. April. Es wurden keine weiteren Versuche unternommen, die Régulus zu zerstören. Am 29. April konnte das Schiff schließlich wieder flottgemacht und in der Charente in Sicherheit gebracht werden. Am selben Tag gab Gambier seine Blockade endgültig auf und kehrte mit seiner Flotte nach England zurück.

## Die Flotten

### Vereinigtes Königreich
| Cochranes Flotte  | Cochranes Flotte | Cochranes Flotte         | Cochranes Flotte | Cochranes Flotte | Cochranes Flotte | Cochranes Flotte               |
| Schiff            | Kanonen          | Kommandant               | Verluste         | Verluste         | Verluste         | Anmerkungen                    |
| Schiff            | Kanonen          | Kommandant               | getötet          | verwundet        | Insgesamt        | Anmerkungen                    |
| ----------------- | ---------------- | ------------------------ | ---------------- | ---------------- | ---------------- | ------------------------------ |
| HMS Indefatigable | 44               | John Tremayne Rodd       | 0                | 0                | 0                | Fregatte                       |
| HMS Imperieuse    | 38               | Thomas Cochrane          | 3                | 11               | 14               | Fregatte                       |
| HMS Aigle         | 36               | George Wolfe             | 0                | 0                | 0                | Fregatte                       |
| HMS Emerald       | 36               | Frederick Lewis Maitland | 0                | 0                | 0                | Fregatte                       |
| HMS Unicorn       | 32               | Lucius Hardyman          | 0                | 0                | 0                | Fregatte                       |
| HMS Pallas        | 32               | George Seymour           | 0                | 0                | 0                | Fregatte                       |
| HMS Mediator      |                  | James Wooldridge         | 1                | 4                | 5                | Brander, am 11. April zerstört |
| HMS Beagle        | 18               | Francis Newcombe         | 0                | 0                | 0                | Sloop                          |
| HMS Doterel       | 18               | Anthony Abdy             | 0                | 0                | 0                | Sloop                          |
| HMS Foxhound      | 18               | Pitt Barnaby Greene      | 0                | 0                | 0                | Sloop                          |
| HMS Insolent      | 14               | John Row Morris          | 0                | 0                | 0                | Brigg                          |
| HMS Insolent      | 12               | James Hugh Talbot        | 0                | 0                | 0                | Brigg                          |
| HMS Conflict      | 12               | Joseph B. Batt           | 0                | 0                | 0                | Brigg                          |
| HMS Contest       | 12               | John Gregory             | 0                | 0                | 0                | Brigg                          |
| HMS Fervant       | 12               | John Edward Hare         | 0                | 0                | 0                | Brigg                          |
| HMS Growler       | 12               | Richard Crossman         | 0                | 0                | 0                | Brigg                          |
| HMS Lyra          | 10               | William Bevians          | 0                | 0                | 0                | Sloop                          |
| HMS Redpole       | 10               | John Joyce               | 0                | 0                | 0                | Sloop                          |
| HMS Thunder       |                  | James Caulfield          | 0                | 0                | 0                | Bombarde                       |
| HMS Aetna         |                  | William Godfrey          | 0                | 0                | 0                | Bombarde                       |
| HMS Whiting       |                  | Henry Wildey             | 0                | 0                | 0                | Raketenschiff                  |
| Nimrod            |                  |                          | 0                | 0                | 0                | Raketenschiff                  |
| King George       |                  |                          | 0                | 0                | 0                | Raketenschiff                  |

| Admiral Gambiers Flotte | Admiral Gambiers Flotte | Admiral Gambiers Flotte      | Admiral Gambiers Flotte | Admiral Gambiers Flotte | Admiral Gambiers Flotte | Admiral Gambiers Flotte                       |
| Schiff                  | Kanonen                 | Kommandant                   | Verluste                | Verluste                | Verluste                | Anmerkungen                                   |
| Schiff                  | Kanonen                 | Kommandant                   | getötet                 | verwundet               | Insgesamt               | Anmerkungen                                   |
| ----------------------- | ----------------------- | ---------------------------- | ----------------------- | ----------------------- | ----------------------- | --------------------------------------------- |
| HMS Caledonia           | 120                     | Harry Neale, William Bedford | 0                       | 0                       | 0                       | Flottenflaggschiff von Admiral Lord Gambier   |
| HMS Ceasar              | 80                      | Charles Richardson           | 4                       | 0                       | 4                       | Flaggschiff von Konteradmiral Robert Stopford |
| HMS Gibraltar           | 80                      | Henry Lidgbird Ball          | 0                       | 1                       | 1                       |                                               |
| HMS Hero                | 74                      | James Newman-Newman          | 0                       | 0                       | 0                       |                                               |
| HMS Donegal             | 74                      | Pulteney Malcolm             | 0                       | 0                       | 0                       |                                               |
| HMS Resolution          | 74                      | George Burlton               | 0                       | 0                       | 0                       |                                               |
| HMS Theseus             | 74                      | John Poer Beresford          | 0                       | 1                       | 1                       |                                               |
| HMS Valiant             | 74                      | John Bligh                   | 0                       | 0                       | 0                       |                                               |
| HMS Illustrious         | 74                      | William Robert Broughton     | 0                       | 0                       | 0                       |                                               |
| HMS Bellona             | 74                      | Stair Douglas                | 0                       | 0                       | 0                       |                                               |
| HMS Revenge             | 74                      | Alexander Robert Kerr        | 5                       | 13                      | 18                      |                                               |

### Frankreich
| Admiral Allemands Flotte | Admiral Allemands Flotte | Admiral Allemands Flotte       | Admiral Allemands Flotte | Admiral Allemands Flotte | Admiral Allemands Flotte | Admiral Allemands Flotte                                                      |
| Schiff                   | Kanonen                  | Kommandant                     | Verluste                 | Verluste                 | Verluste                 | Anmerkungen                                                                   |
| Schiff                   | Kanonen                  | Kommandant                     | getötet                  | verwundet                | Insgesamt                | Anmerkungen                                                                   |
| ------------------------ | ------------------------ | ------------------------------ | ------------------------ | ------------------------ | ------------------------ | ----------------------------------------------------------------------------- |
| Océan                    | 122                      | Pierre-Nicolas Rolland         |                          |                          | ca. 50                   | Flottenflaggschiff von Konteradmiral Zacharie Allemand                        |
| Foudroyant               | 80                       | Antoine Henri                  | 0                        | 0                        | 0                        | Flaggschiff von Konteradmiral Antoine Louis de Gourdon                        |
| Ville de Varsovie        | 80                       | Cuvillier                      |                          |                          | ca. 100                  | gekapert und später von den Briten zerstört                                   |
| Tourville                | 74                       | Charles Nicolas Lacaille       | 0                        | 0                        | 0                        |                                                                               |
| Jean Bart                | 74                       | Louis Marie Le Gouardun        | -                        | -                        | -                        | auf Grund gelaufen und zerstört                                               |
| Tonnerre                 | 74                       | Nicolas Clément de la Roncière | 0                        | 0                        | 0                        | auf Grund gelaufen und von der eigenen Besatzung zerstört                     |
| Aquilon                  | 74                       | Jacques-Rémy Maingon           | 1                        | 0                        | 1                        | gekapert und später von den Briten zerstört                                   |
| Régulus                  | 74                       | Jean Jacques Etienne Lucas     | 0                        | 0                        | 0                        |                                                                               |
| Cassard                  | 74                       | Gilbert-Amable Faure           | 5                        | 15                       | 20                       |                                                                               |
| Jemmappes                | 74                       | Joseph Favreau                 | 0                        | 0                        | 0                        |                                                                               |
| Patriote                 | 74                       | Jean-Michel Mahé               | 0                        | 0                        | 0                        |                                                                               |
| Calcutta                 | 50                       | Jean-Baptiste Lafon            | 0                        | 12                       | 12                       | Ostindienfahrer (Armer en flûte), gekapert und später von den Briten zerstört |
| Indienne                 | 40                       | Guillaume Marcellin Proteau    | 0                        | 0                        | 0                        | Fregatte                                                                      |
| Elbe                     | 40                       | Jacques François Bellenger     | 0                        | 0                        | 0                        | Fregatte                                                                      |
| Pallas                   | 40                       | Armand François Le Bigot       | 0                        | 0                        | 0                        | Fregatte                                                                      |
| Hortense                 | 40                       | Emmanuel Halgan                | 0                        | 0                        | 0                        | Fregatte                                                                      |
| Nisus                    |                          |                                | -                        | -                        | -                        | Brigg                                                                         |

## Nachwirkungen
Die Schlacht war zweifellos ein Sieg für die Briten, vier französische Linienschiffe und eine Fregatte wurden zerstört und ein Großteil der übrigen Flotte war schwer beschädigt. Die französischen Verluste in diesem Gefecht sind nicht mit Sicherheit bekannt, werden aber auf 150–200 geschätzt, während die Briten nur 13 Tote und 30 Verwundete zu beklagen hatten. Allemand schrieb später: „Der größte Teil ist entmutigt. Jeden Tag höre ich, wie sie ihre Lage beklagen und den Feind in höchsten Tönen loben.“ In den zweiwöchigen Kämpfen erlitt kein britisches Schiff größere Schäden. Somit konnten die Briten ihre Blockade in dem Wissen wieder aufnehmen, dass die Flotte von Brest für einige Zeit neutralisiert und auf Rochefort beschränkt war.

### Rechtliche Folgen
Fast ebenso schwerwiegend waren jedoch die rechtlichen Folgen der Schlacht. In beiden Ländern kam es zu heftigen Kontroversen. In Frankreich mussten sich vier Kapitäne ab dem 21. Juni vor einem Kriegsgericht verantworten, weil sie ihre Schiffe zu leichtfertig aufgegeben und Befehle missachtet hätten. Der Kapitän der Tonnerre wurde freigesprochen, der Kapitän der Indienne in einem ersten Anklagepunkt freigesprochen, in einem zweiten jedoch zu drei Monaten Hausarrest verurteilt. Der Kapitän der Tourville wurde wegen vorzeitigen Verlassens seines Schiffes aus der Marine entlassen und zu zwei Jahren Gefängnis verurteilt. Der Kapitän der Calkutta, Jean-Baptiste Lafon, wurde am 8. September zum Tode verurteilt. Die Hinrichtung erfolgte am folgenden Tag durch ein Erschießungskommando auf dem Deck der Océan.
In Großbritannien traf Cochrane am 21. April in Spithead ein, wo sich die Nachricht vom Sieg rasch verbreitete. Die Times veröffentlichte einen dramatischen Bericht über die Schlacht, der nationale Feierlichkeiten vorwegnahm. Die am Angriff der Brandschiffe beteiligten Nachwuchsoffiziere wurden befördert und mit finanziellen Belohnungen bedacht. Cochrane wurde zunächst für seine Leistung gefeiert und am 26. April zum Knight Companion of the Order of the Bath ernannt. Kurz darauf teilte er Lord Mulgrave jedoch mit, dass er beabsichtige, seine Position als Parlamentsmitglied zu nutzen, um sich jeglichen Bemühungen zu widersetzen, Gambier für seine Rolle in der Schlacht zu danken oder ihn zu belohnen. Durch Mulgrave gewarnt forderte Gambier ein Kriegsgericht, um sein Verhalten zu untersuchen. Das Gericht wurde am 26. Juli einberufen. Vorsitzender der Untersuchungskommission war Admiral Roger Curtis, sein Stellvertreter William Young, beides Freunde von Gambier und politische Gegner von Cochrane. Acht Tage lang wurden Zeugen vernommen und Beweise vorgelegt und am 4. August 1809 wurde Gambier von allen Anschuldigungen freigesprochen.